# Seija Simola
Seija Simola (Helsinki, 25 september 1944 – Vantaa, 20 augustus 2017) was een Fins zangeres.

## Biografie
Seija Simola begon haar zangcarrière als lid van Eero Seija & Kristian Trio, in het midden van de jaren 1960. In 1970 bracht ze haar eerste soloalbum uit. Haar grote doorbraak in eigen land volgde acht jaar later, door haar deelname aan de Finse preselectie voor het Eurovisiesongfestival. Met het nummer Anna rakkaudelle tilaisuus ging ze met de zegepalm aan de haal, waardoor ze haar vaderland mocht vertegenwoordigen op het Eurovisiesongfestival 1978 in de Franse hoofdstad Parijs. Daar eindigde ze op de achttiende en voorlaatste plaats, met amper twee punten. Dit belette haar echter niet om een succesvolle carrière uit te bouwen in eigen land.
1961: Laila Kinnunen · 
1962: Marion Rung · 
1963: Laila Halme · 
1964: Lasse Mårtenson · 
1965: Viktor Klimenko · 
1966: Ann-Christine Nyström · 
1967: Fredi · 
1968: Kristina Hautala · 
1969: Jarkko & Laura · 
1971: Markku Aro & Koivistolaiset · 
1972: Päivi Paunu & Kim Floor · 
1973: Marion Rung · 
1974: Carita · 
1975: Pihasoittajat · 
1976: Fredi & The Friends · 
1977: Monica Aspelund · 
1978: Seija Simola · 
1979: Katri Helena · 
1980: Vesa-Matti Loiri · 
1981: Riki Sorsa · 
1982: Kojo · 
1983: Ami Aspelund · 
1984: Kirka · 
1985: Sonja Lumme · 
1986: Kari Kuivalainen · 
1987: Vicky Rosti & Boulevard · 
1988: Boulevard · 
1989: Anneli Saaristo · 
1990: Beat · 
1991: Kaija · 
1992: Pave · 
1993: Katri Helena · 
1994: CatCat · 
1996: Jasmine · 
1998: Edea · 
2000: Nina Åström · 
2002: Laura · 
2004: Jari Sillanpää · 
2005: Geir Rönning · 
2006: Lordi · 
2007: Hanna Pakarinen · 
2008: Teräsbetoni · 
2009: Waldo's People · 
2010: Kuunkuiskaajat · 
2011: Paradise Oskar · 
2012: Pernilla Karlsson · 
2013: Krista Siegfrids · 
2014: Softengine · 
2015: Pertti Kurikan Nimipäivät · 
2016: Sandhja · 
2017: Norma John · 
2018: Saara Aalto · 
2019: Darude feat. Sebastian Rejman · 
2021: Blind Channel · 
2022: The Rasmus · 
2023: Käärijä · 
2024: Windows95Man ·
2025: Erika Vikman
- International Standard Name Identifier: 0000 0004 0686 5347
- Library of Congress Control Number: n2020019081
- MusicBrainz: 155b263d-10d3-4c66-9642-ba310a5924fc
- Virtual International Authority File: 425158735242433250005